# メチル硫酸トリブチルメチルアンモニウム
メチル硫酸トリブチルメチルアンモニウム（英: Tributylmethylammonium methyl sulfate）は、イオン液体の一つである。
メチル硫酸トリブチルメチルアンモニウムは、BASF社にて『ST 62』の商品名で販売されている。

## 用途
メチル硫酸トリブチルメチルアンモニウムは有機電気化学において使用される。フタリドおよび tert-ブチルベンズアルデヒドは、メチル硫酸トリブチルメチルアンモニウムを用いて電気化学的に製造される。